# Ozola grisescens
Ozola grisescens är en fjärilsart som beskrevs av Louis Beethoven Prout 1916. Ozola grisescens ingår i släktet Ozola och familjen mätare. Inga underarter finns listade i Catalogue of Life.